# (467240) 2016 EW169
(467240) 2016 EW169 es un asteroide perteneciente al cinturón de asteroides, descubierto el 17 de marzo de 2005 por el equipo Spacewatch desde el Observatorio Nacional de Kitt Peak (Arizona, Estados Unidos).